# ¡Allá tú!
¡Allá tú! è un programma televisivo spagnolo trasmesso da Telecinco in prima serata dal 2004 al 2008 e nuovamente dal 2023, mentre nel 2011 è stato trasmesso da Cuatro. È la versione spagnola del format Deal or No Deal.
Il premio più alto è € 600 000. Inizialmente era €300 000, ma venne cambiato a causa di un nuovo gioco, per cui il denaro vinto dal concorrente è eventualmente diviso fra il concorrente ed il vincitore del gioco.
Viene condotto da Jesús Vázquez, ma è stato presentato anche da Arturo Valls, nel periodo in cui Jesús ha condotto il programma Operación Triunfo.
Questa versione dello show è molto simile a quella italiana e britannica: il concorrente apre un numero di scatole compreso fra 22 e 26, che possono portarlo a vincere uno dei premi della tabella sotto.

## Premi in Cuatro
| 0,10 €* |
| 0,50 €* |
| 1 €*    |
| 5 €*    |
| 10 €*   |
| 20 €*   |
| 50 €*   |
| 100 €*  |
| 200 €*  |
| 300 €*  |
| 600 €*  |

| 1000 €   |
| 2000 €   |
| 3000 €   |
| 6000 €   |
| 9000 €   |
| 12000 €  |
| 15000 €  |
| 30000 €  |
| 60000 €  |
| 120000 € |
| 300000 € |
| **? €    |

(*) Tre di queste quantità sono sostituite da oggetti dello stesso valore in ogni programma.

(**) Nella casella verde può esserci uno dei seguenti premi:
| 0 €      |
| 30000 €  |
| 60000 €  |
| 120000 € |
| 300000 € |

## Premi in Telecinco
| 0,10 €* |
| 0,50 €* |
| 1 €*    |
| 5 €*    |
| 10 €*   |
| 30 €*   |
| 50 €*   |
| 100 €*  |
| 300 €   |
| 600 €   |
| 900 €   |

| 1500 €   |
| 3000 €   |
| 6000 €   |
| 12000 €  |
| 18000 €  |
| 24000 €  |
| 30000 €  |
| 60000 €  |
| 120000 € |
| 240000 € |
| 600000 € |

(*) Tre di queste quantità sono sostituite da oggetti dello stesso valore in ogni programma.